# Willem van Otterloo
Jan Willem van Otterloo (Winterswijk, 27 décembre 1907 – Melbourne, 27 juillet 1978) est un chef d'orchestre, violoncelliste et compositeur néerlandais.

## Biographie
Van Otterloo est né à Winterswijk (province de Gueldre), aux Pays-Bas. Il est le fils de William Frederik van Otterloo, inspecteur des chemins de fer, et sa femme Anna Catharina van Otterloo (née Enderlé). Il commence des études de médecine à l'Université d'Utrecht, mais se met à l'étude du violoncelle et de la composition au Conservatoire d'Amsterdam. Tout en jouant comme violoncelliste dans l'Orchestre d'Utrecht, il remporte un prix de composition de l'Orchestre du Concertgebouw pour sa Suite n° 3 , qu'il présente lui-même pour ce qui sont, avec cet orchestre, ses débuts de chef d'orchestre. Il conserve son poste à Utrecht, avant d'être nommé chef d'orchestre de l'Orchestre de la Résidence de La Haye (1949–1973).
Van Otterloo passe ses dernières onze années en Australie. De 1967 à 1970, il est le chef d'orchestre du Melbourne Symphony Orchestra et en 1971 il est nommé à la tête du Sydney Symphony Orchestra jusqu'à la fin de sa vie.
Particulièrement apprécié pour ses interprétations de la musique des XIXe et XXe siècles et il a effectué de nombreux enregistrements, principalement pour le label Philips, avec l'Orchestre du Concertgebouw, l'Orchestre de la Résidence de La Haye, Orchestre philharmonique de Berlin, l'Orchestre philharmonique de Vienne, Orchestre symphonique de Vienne, l'Orchestre Lamoureux et plus rarement avec l'Orchestre symphonique de Sydney.
Il est mort dans la banlieue de Melbourne, East St Kilda (en) en 1978, des suites de blessures subies dans un accident d'automobile. Son corps est transporté à La Haye pour la crémation.
Ses élèves les plus connus sont Graham George et Miroslav Miletić.

## Vie personnelle
Van Otterloo a été marié et a divorcé quatre fois aux Pays-Bas. Il est marié avec Elisabeth ter Hoeve, le 1er août 1935 et divorce en 1938. Le 22 avril 1941, il se remarie avec Anette Jacoba Adriana Heukers, avec qui il a un fils en décembre, Rogier van Otterloo (nl) (1941–1988), qui devient un chef d'orchestre de jazz bien connu aux Pays-Bas. Anette et lui, divorcent en avril 1943, mais se remarient le  28 avril 1944. Ils ont un autre fils et deux filles, mais divorcent de nouveau le  20 septembre 1954. Dix ans plus tard, il épouse Susanne Maria Anna Wildmann avec qui il a une autre fille. Quelques mois après son divorce, il se marie avec Carola Gertie Ludewig (née en 1945), le  12 août 1970, en Australie.

## Compositions
- Suite (1938)
- Symphonietta pour 16 instruments à vent (1943)
- Sérénade (1944)

## Discographie
- Willem Van Otterloo and Residentie Orkest : The Original Recordings 1950–1960 (13 CD Challenge Classics, CC 72142)
- Beethoven, Concertos pour piano - Cor de Groot, piano ; Orchestre symphonique de Vienne (1950–54, 3CD Doremi)
- Chopin, Concerto pour piano no 1 - Stefan Askenase, piano ; Orchestre Résidence de La Haye (1959, DG)
- Chopin : Concerto n°2 pour piano et orchestre en fa mineur, Op. 21 ; Andante spianato et grande polonaise brillante pour piano et orchestre, Op. 22 ; Krakowiak, grand rondo de concert en fa majeur, Op. 14 - Orchestre de l'Opéra de Vienne, dir. Hans Swarowsky et Jean-Marie Auberson, piano Manahem Pressler ; Orchestre de la Résidence de La Haye, dir. Willem van Otterloo, piano Nikita Magaloff (CLA-CD 119 ; Les Genies du Classique)
- Franck, Symphonie en ré mineur ; Les Éolides - Orchestre du Concertgebouw (1964, Philips)
- Berlioz, Symphonie fantastique - Orchestre philharmonique de Berlin (1959, Philips)
- Berlioz, Symphonie fantastique - Orchestre symphonique de Sydney (concert août 1974, "Sydney Symphony Orchestra - 75th Anniversary Collection 1950-2005" ABC Classics 476 5957)